# Kidō Senshi Gundam: Giren no Yabō - Axis no Kyōi V
Kidō Senshi Gundam: Giren no Yabō - Axis no Kyōi V (機動戦士ガンダム ギレンの野望 アクシズの脅威V) est un jeu vidéo de stratégie développé par BEC et édité par Namco Bandai Games en février 2009 sur PlayStation 2 et PlayStation Portable. C'est une adaptation en jeu vidéo de la série basée sur l'anime Mobile Suit Gundam. C'est le cinquième opus d'une série de cinq jeux vidéo,,.

## Série
1. Kidō Senshi Gundam: Giren no Yabō : 1998, Saturn, WonderSwan Color
1.5.  Kidō Senshi Gundam: Giren no Yabō - Kōryaku Shireisho : 1998, Saturn
2. Kidō Senshi Gundam: Giren no Yabō - Zeon no Keifu : 2000, Dreamcast, PlayStation, 2005 : PlayStation Portable
3. Kidō Senshi Gundam: Giren no Yabō - Zeon Dokuritsu Sensōden - Kōryaku Shireisho : 2003, PlayStation 2
4. Kidō Senshi Gundam: Giren no Yabō - Axis no Kyōi : 2008 : PlayStation Portable
5. Kidō Senshi Gundam: Giren no Yabō - Axis no Kyōi V